# 克拉科夫起义
克拉科夫起义（波兰语： powstanie krakowskie、 rewolucja krakowska；德语： Krakauer Aufstand'；俄语：краковское восстание）是1846年由扬·蒂索夫斯基和爱德华·邓波夫斯基等波兰獨派人士發動的波蘭獨立戰爭。此次獨立戰爭以克拉科夫为中心，獨派人士不滿列強瓜分波蘭，於是打算在1846年2月22日在俄羅斯帝國、普魯士王國、奧地利帝國三国占领区同时发动起事。2月18日，奧地利帝國军队开入克拉科夫。2月20日夜，克拉科夫的獨派人士決定提前發動起事。奧地利帝國军队暫時撤出。2月22日，獨派人士佔領克拉科夫，宣告成立共和国。2月27日，爱德华·邓波夫斯基遭奧地利帝國军队伏击身亡。獨派人士的武裝還遭到俄羅斯帝國军队袭击。3月4日，俄、奥军队攻入克拉科夫，克拉科夫起义失败。克拉科夫及其附近地区被并入奧地利帝國。